# Masantol
Masantol es un municipio filipino perteneciente a la provincia de la Pampanga, en la región de Luzón Central.

## Historia
Hacia comienzos del siglo XX, el lugar era referido como una aldea por entonces perteneciente a Macabebe. En el censo de 2020, la población del municipio de Masantol ascendía a los 57 990 habitantes.